# Oryctes nevadensis
Oryctes es un género monotípico de plantas en la familia de las solanáceas. Su única especie, Oryctes nevadensis, se distribuye por el sudoeste de EE. UU..

## Descripción
Es una planta anual que alcanza un tamaño  de 5-20 cm de altura, ramificada, con raíz pivotante delgada. Las  hojas son verdes, pegajosas, y con algunos pelos de aspecto escamoso. Las láminas miden 1-3 cm de longitud y son lineales a ovadas. Las inflorescencias en forma de umbelas axilares, con pocas flores de color púrpura. El fruto es una cápsula de 7.6 mm de ancho, esférica que contienen 10-15 semillas.

## Taxonomía
Oryctes nevadensis fue descrita por Sereno Watson y publicado en United States Geological Expolration (sic) of the Fortieth Parallel. Vol. 5, Botany 274–275, pl. 28, f. 5–10, en el año 1871.